# 菩提寺山
菩提寺山（ぼだいじやま）は滋賀県湖南市北西部と、野洲市との境界にある標高353.3ｍの山である。

## 地理
菩提寺山は、別名を龍王山とも呼ばれ、山頂には龍王神社が祀られている。山頂は北岳（北峰）と南岳（南峰）がある。北西部に名神高速道路が横切り、南に野洲川が流れている。

## 歴史
南東部に廃少菩提寺の伽藍跡が広がり、その遺跡の石造物として、閻魔像、石造多宝塔、三体地蔵尊、磨崖五輪塔、磨崖地蔵尊、旧墓地跡の阿弥陀仏が点在している。また、寺屋敷古墳などの古墳が存在する。

## アクセス
- 滋賀バス「みどりの村東口」下車、裏登山道経由徒歩30分
- 滋賀バス「土深町」下車、表登山道経由徒歩30分